# Завиша, Ян Тадеушевич
Ян Казимир Завиша, Ян Тадеушевич Завиша (бел. Ян Тадэвушавіч Завіша, пол. Jan Kazimierz Zawisza-Kierżgajło; 1822, Первомайск, Узденский район — 1887) — аристократ и крупный землевладелец Минской губернии Российской империи, археолог-любитель и этнограф-любитель.
Действительный член Московского археологического общества (Российская империя), а также член-корреспондент Парижского антропологического общества (Франция). Является пионером в исследовании археологии каменного века в Белоруссии.

## Происхождение и семья
Герб «Лебедь» принадлежал графскому литовскому католическому роду Завишей, представители которого полностью писались как «Завиша-Кезгайла граф на Бакштах» и относились в XVII—XVIII вв. к магнатерии Великого княжества Литовского, занимая высокие (в том числе сенаторские) должности в Минском воеводстве и других регионах, а также при дворе польского короля и великого князя литовского. В XIX в. графы Завиши не занимали высоких должностей в Российской империи, но жили в своих обширных земельных владениях в Игуменском уезде Минской губернии, занимая различные дворянские должности в этом уезде и управляя сельским хозяйством в своих поместьях.
Ян Тадеушевич Завиша родился в 1822 году в имении Кухтичи Игуменского уезда Минской губернии в семье графа Тадеуша Яновича Завиши, бывшего некоторое время Игуменским уездным предводителем, и его жены, графини Валерии Казимировны-Александровны Завиши. Был крещен в католицизм и получил имя «Ян-Кристоф-Самуэль-Казимир». Именно Валерия Завиша принесла в приданое Тадеушу Завишу огромный имение Кухтичи (Кухтичи, Узда, Падузда, Чурилова, Усса, Даниловичи и др.) — в западной части Игуменского уезда. Сам Тадеуш Завиша до брака владел наследственным имением Холуй (Холуй, Гродзянец, Погорелое, Жорнавка, Аминовичи и др.) — в восточной части Игуменского уезда.
В 1852 году Ян Тадеушевич Завиша женился на польской аристократке — фрейлине российского императорского двора графине Марии Квилецкой (ум. 1910), происходившей из Царства Польского Российской империи и приходившейся дочерью графу Иосифу Игнатию Валентию Квилецкому (1791—1860) от жены Александры Собалевской (1798—1878).
От жены Ян Тадеушевич Завиша имел двух дочерей, которые вступлии в брак с аристократами-католиками:
- Мария Ева Завиша (1860—1930) вышла замуж в 1879 году за князя Михала Петра Радзивилла (1853—1903) из неборовской ветви рода Радзивиллов .
- Мария Магдалена Завиша (1861—1945) дважды была замужем. Её первым мужем с 1882 года был граф Людвик Юсеф Красинский (1833—1895). В 1906 году она вышла замуж за князя Николая Вильгельмовича Радзивилла (1880—1914).

Имея только дочерей, граф Ян Тадеушевич Завиша был последним мужским отпрыском рода Завиш-Кезгайлов.

## Поместья и домашнее хозяйство
Ян Завиша был помещиком, так как владел значительным родовым имением Холуй в Игуменском уезде Минской губернии, состоявшим из местечка Узда и 33 близлежащих деревень (фольварки Вязы, Вязовницы, Новоселки, Жорнавка, Иваново, Кухтичи, Падузда, Забалацкое, Заямное, Слободка, Даниловичи, Валарьянова, Каменка, Уса, Уздзянка, Барбаров, Сергеевичи, Кобылычи, Аминавичи, Игнатовка, Погорелое, Низок, Чурилова, Борки, Юрковичи, Градянка (Гродянец), Верейцы и др. Завиши в течение нескольких веков владели поместьями на Минщине и как могли развивали этот край.
Согласно инвентаризации от 30 сентября 1844 года имение графа Завиши в Игуменском уезде насчитывало 0 десятин земли (из них около 0 десятин составляли необработанные земли — леса, сенокосы и пастбища) и 726 дворов крепостных крестьян (3224 крепостных мужского пола и 3264 крепостные женского пола). Земля графа Завиши составляла 7 % всей территории Игуменского уезда. Основным занятием крепостных было земледелие. Хозяйства были небольшими — по 20-60 дворов. Крупнейшим селом было Кухтичи, где располагалась резиденция графов Завишей.
Кроме того на землях графа Завиши жили и свободные люди — евреи, татары-ремесленники, свободные арендаторы-христиане. Так, в местечке Узда (согласно инвентаризации 1844 года) кроме 14 крепостных крестьян мужского пола (из них 3 огородники и 2 бобыля) имелось 102 дворе еврейских семей и 18 татарских дворов. Евреи обычно были мелкими торговцами и ремесленниками, а татары — ремесленниками (были кожевниками). Все эти горожане в Узде платили деньги графу за аренду наделов («участков»).
Хозяйство графа Завиши поставляло на продажу лес, лён, сало, мёд, кожу, шерсть, зерно, водку, грибы, ягоды, скот и другие товары. Обычно большая часть товара продавалась на ближайших ярмарках — в Койданово и Несвиже; лес сплавлялся по рекам в Восточную Пруссию и на Украину. В каждой деревне был кабак. Кроме того, согласно инвентаризации от 1844 года в имении графа Завиши имелся поташный завод в фольварке Погорелое, а также суконная фабрика (30 рабочих), где работали подростки из многодетных крепостных семей — подростков учили мастера и подростки работали без оплаты «пока приспособятся получать обеспечение» Произведенное сукно частью шло на собственные нужды графского хозяйства, частью на продажу.
Такое положение дел в имении графа Завиши сохранялось до отмены крепостного права в 1861 году, когда крепостные крестьяне получили свободу, а также небольшие участки господской земли в собственность: по итогам крестьянской реформы, один крестьянский двор получил в собственность приблизительно по 3 десятины пахотной земли и 1,5 десятины сенокосов .
Кроме того, граф Ян Завиша имел и другие имения в Беларуси, а также собственный дворец в Варшаве (Российская империя). Ян Завиша обычно жил в своей усадьбе Кухтичи. В результате брака с Квилецкой он получил также поместья в Великой Польше.
После его смерти в 1887 году имения и другое имущество были поделены между двумя его дочерьми — Марией Магдалиной и Марией Евой. Магдалена получила поместья Жорнавка и Кухтичи (и являлась последней владелицей имения Кухтичи), которые составляли 41 000 десятин, а также поместья в Великой Польше (Варшавское генерал-губернаторство) и недвижимое имущество в Варшаве .

## Образование
Окончил гимназию .

## Накануне и во время Польского восстания (1863—1864 гг.)
В силу своего имущественного положения и родственных связей граф Ян Тадеушович Завиша был представителем местной аристократической элиты как в Вильнюсе, так и в Варшаве. Однако в восстании 1863—1864 гг. не участвовал, хотя и был близким родственником Якуба Гейштора, одного из инициаторов и руководителей восстания в Северо-Западном крае: бабушкой Якуба Гейштора (Текля Завиша) была сестра Тадеуша Яновича Завиши и тётя Яна Завиши. В своих мемуарах Якуб Гейштор отметил, что Ян Завиша выказывал ему большое уважение. В начале 1860-х гг. Ян Завиша предложил Якубу Гейштору баллотироваться на важную должность — ковенского губернского предводителя, обещая помочь своими деньгами для выполнения Гейштором этих обязанностей, но Гейштор отказался от такого предложения .
В 1862 году в Варшаве граф Ян Завиша принимал у себя дома Якуба Гейштора, который прибыл для тайных приготовлений к организации восстания против русских властей . Сам граф Завиша знал знал о мероприятиях по подготовке восстания, однако однако участвовать в этом и финансировать восстание отказался. В то же время, зная многих организаторов восстания и действия тайных обществ, граф Завиша никогда не доносил российским властям об этом. Кроме того, именно граф Ян Завиша порекомендовал Якубу Гейштору кандидатуру Корнелия Пиаликши на должность предводителя повстанцев «Минского воеводства» (после того, как Антон Еленский был вынужден покинуть его), которого сам Якуб Гейштор оценивал позднее в своем воспоминаниях как «подходящего кандидата» на такую роль.
В апреле 1863 года в деревне Погорелое Игуменского уезда, принадлежавшем графу Яну Завишу, заходил небольшой повстанческий отряд во главе со Станиславом Лесковским, который подчинялся Болеславу Свенторжецкому.
В 1865 году граф Ян Завиша тайно передал 300 рублей «на дорогу» Якубу Гейштору, сосланному русскими властями в Сибирь на каторгу.

## Общественная и научная деятельность
Граф Ян Завиша считался «местным патриотом». Среди состоятельных дворян Минской губернии (Ваньковичи, Войниловичи, Монюшко, Тышкевичи, Горваты и др.) в середине XIX в. стало очень популярным интересуется историей родного края и белорусскоязычным крестьянским фольклором, что у Яна Завиши проявлялось в профессиональных занятиях краеведением и белорусской этнографией.
В 1868—1877 гг. путешествовал по Беларуси с целью фиксации археологических памятников, нанесения их на географическую карту, а также проводил собственные археологические раскопки и зарисовывал находки. Он ставил себе задачу создать «теорию доисторической Литвы» в пределах Гродненской и Минской губерний — под «Литвой» имелась в виду территория бывшего Великого княжества Литовского. В частности граф Ян Завиша делал раскопки и исследовал археологические памятники — сначала на своих частных землях, а после и других: городища и курганы у деревни Чурилова (найдены каменные орудия труда, глиняные пряслица, кости медведей и оленей) и городище возле деревни Кухтичи (Игуменский уезд Минской губернии); поселки вблизи Меречевщины под Коссово (Слонимский район, Гродненская область); городища и каменные могилы у озера Свитязь, стоянки каменного века у села Валевка (Новогрудский уезд Минской губ.); поселение близ села Зборск Бобруйского уезда Минской губернии . Стоянку около деревни Валевка позже повторно исследовали белорусские археологи Н. Гурина и Михаилом Чернявским и подтвердили его принадлежность к каменному веку .
Яна Завиша интересовало заселение древними людьми берегов Вилии, Немана и Днепра; миграционные пути древних людей по рекам к Балтийскому морю, связи славянских племен с Древней Грецией и Древним Римом . Его научным кредо было: «Все силы направлены на то, чтобы истолковать первобытное жизнь людей, каким образом вознесся человек к той просвещения и цивилизации, которая есть его наследие» .
Имел во дворце в Кухтичах богатую коллекцию древностей, которую собирал собственным старанием и стоимостью . Его имение в Кухтиче было значительным культурным центром, слава о котором вышла далеко за пределы Игуменского уезда .
Стремился привить своим дочерям Марии Еве и Марии Магдалене любовь к родной земле и сам являлся для них примером в этом деле. Он часто брал с собой Марию Магдалену и Еву Марию во время посещения деревень, что располагались на его землях (вокруг усадьбы в Кухтичах). С жителями этих деревень (как, впрочем, нередко и дома) отец говорил на белорусском языке, а дочери знали язык крестьян, а не только польском языке, который знали и использован в переписке зажиточные помещики-католики. Это во многом определило направление общественной деятельности его дочери Магдалины Завиши.
Зарубежные путешествия также служили воспитанию и образованию дочерей. Так известно, что осенью 1871 г. граф Ян Завиша и его дочери Мария Ева и Мария Магдалена были в Риме, где познакомились с земляками — молодым Эдуардом Войниловичем, путешествовавшим по Италии со своим дядей Лукианом Войниловичем и тетей Геленой Войнилович .
В 1873—1882 гг. Ян Завиша издавал ежегодник «Wiadomości archeologiczne», вокруг которого группировались различные ученые — археологи, антропологи, нумизматы и географы . Был ведущим членом Московского археологического общества, а также членом-корреспондентом Парижского антропологического общества (Франция). Как археолог граф Ян Завиша принимал участие в международных археологических конгрессах — в Венеции (1871) и Будапеште (1876): в Венеции только наблюдал и вел репортаж о дебатах между учеными по теме материалов каменного века, а в Будапеште уже сам выступал с докладами по проблемам изучения каменного века и демонстрировал материалы собственных раскопок в Беларуси. Именно граф Ян Завиша является пионером в исследовании археологии каменного века в Беларуси.
В 1877 году он переехал в Краков и 20 мая 1878 года в Кракове на заседании отдела археологии и искусства Краковского научного общества выступил с предложением начать выдавать серию научных работ о древность на польском и французском языках. Среди предложений было и издание археологической карты территории, которая до 1772 года составляла территорию Речи Посполитой. Сначала подготовкой такой карты занимался Солтан, а после смерти Солтана — Адам Гоноры Киркор, однако из плана успела выйти только одна археологическая карта — «Королевская Пруссия» (1879), посвященная территории Королевская Пруссия — одна из частей бывшей Речи Посполитой.
В 1877—1879 гг. делал археологические раскопки памятника каменного века (в «пещере мамонта») на территории Варшавского генерал-губернаторства Российской империи .

## Творчество
- Zawisza, J. Poszukiwania archeologiczne w Polsce: 1877, 1878 i 1879 / J. Zawisza. — Варшава : Друк. S. Orgelbranda synów, 1878. — 30 с.